# Statue équestre de Pierre Ier

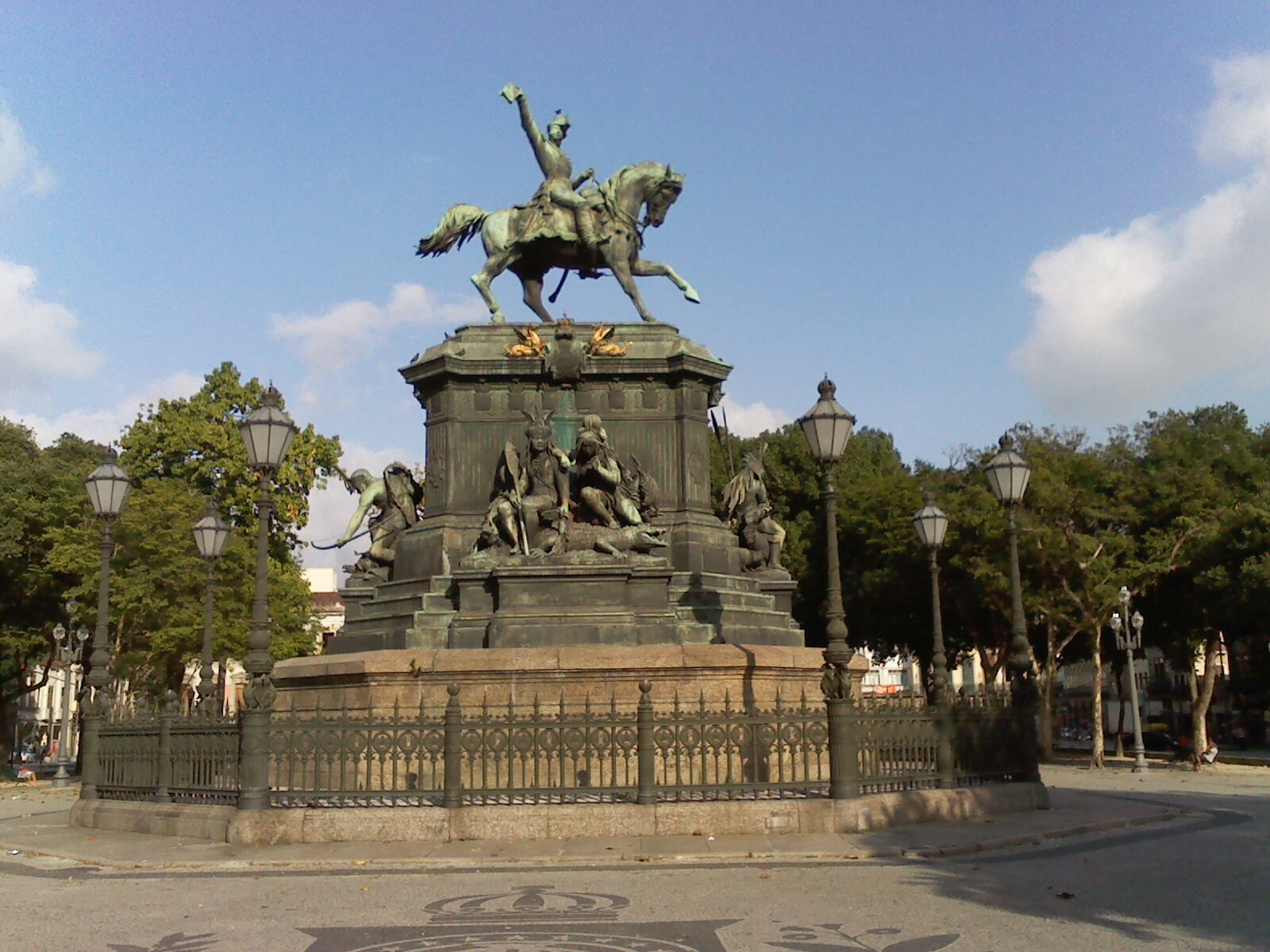
Statue équestre de Pierre Ier, Rio de Janeiro

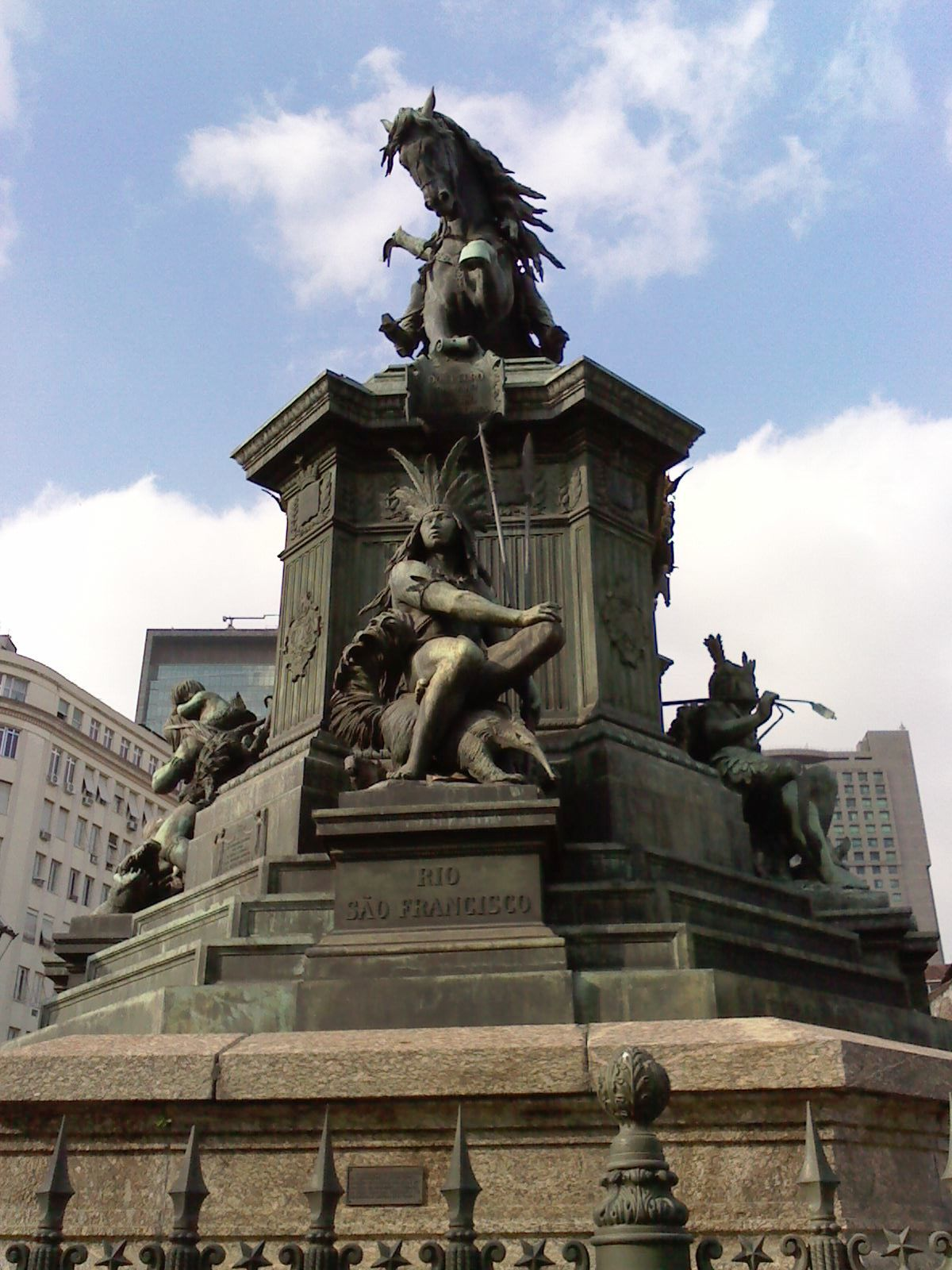
Statue équestre de Pierre Ier : allégorie du fleuve São Francisco

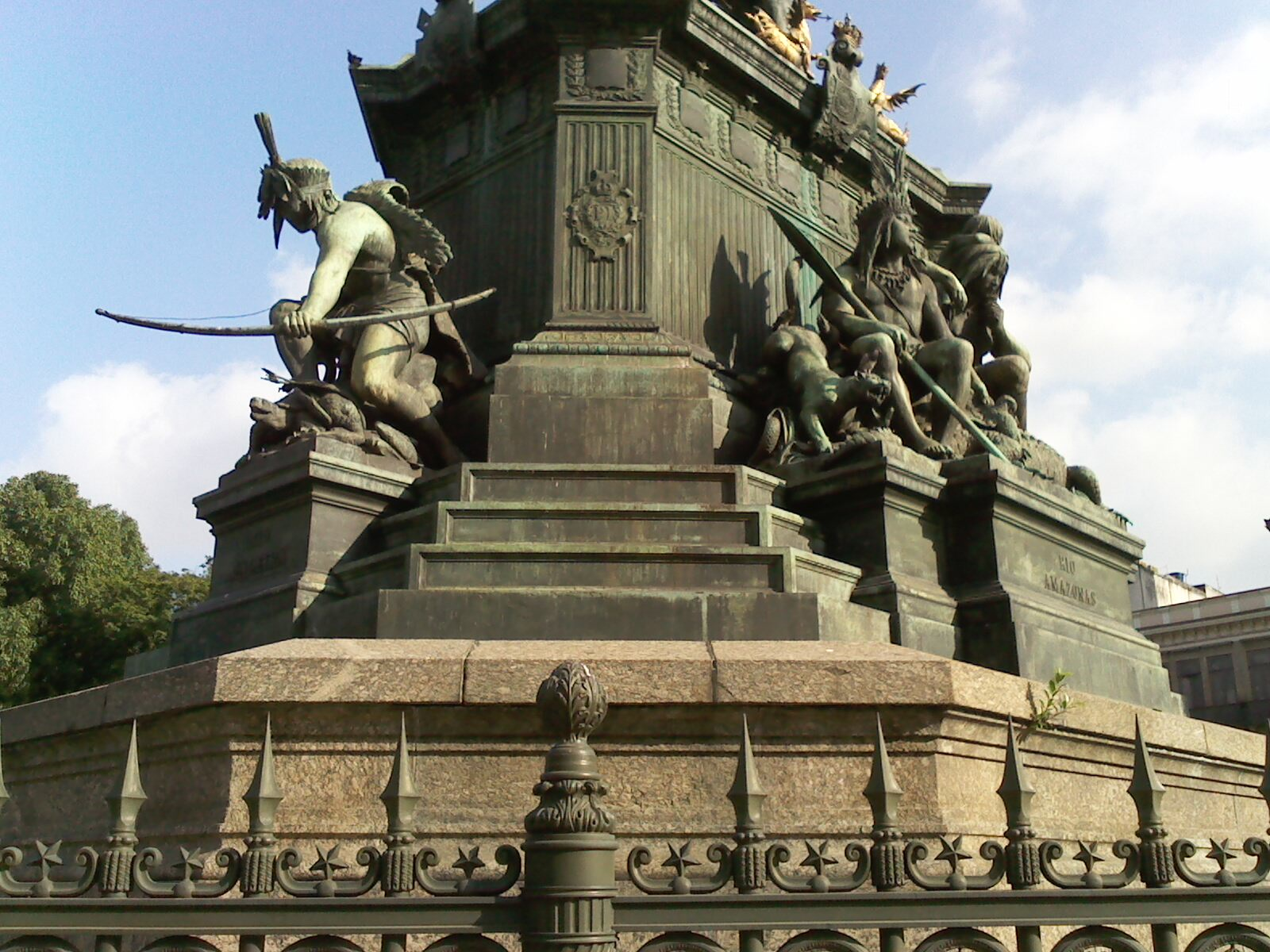
Statue équestre de Pierre Ier : allégories des fleuves Madeira et Amazone

La statue équestre de Pierre Ier est la première sculpture publique du Brésil. Elle est située Praça Tiradentes, dans le centre-ville de Rio de Janeiro. C'est un patrimoine historique national, classé par l'Institut national du patrimoine artistique et historique (IPHAN), le 4 mars 1999, ainsi qu'un patrimoine culturel de l'État de Rio, répertorié par l'Institut national du patrimoine culturel (INEPAC), le 26 septembre 1978 .

## Histoire
Le monument a été érigé à l'initiative de l'empereur du Brésil Pierre II, en hommage à la proclamation de l'indépendance du pays, avec un projet de l'artiste brésilien João Maximiano Mafra. Les sculptures en bronze ont été exécutées et fondues à Paris par Louis Rochet.
L'inauguration eut lieu le 30 mars 1862 avec un grand concert public, auquel participèrent 600 musiciens sous la baguette de Francisco Manuel da Silva. Dans celui-ci a été joué l'Hymne de l'Indépendance du Brésil, écrit par Pierre Ier du Brésil lui-même.

## Caractéristiques
Le monument présente Pierre Ier assis sur un cheval, agitant la charte constitutionnelle de 1824 dans une main, et les provinces brésiliennes de l'époque sont représentées, ainsi que les quatre grands fleuves nationaux : Amazone, Madeira, São Francisco et Paraná. Les allégories présentent des peuples indigènes et diverses espèces animales (tapirs, tatous, fourmiliers) ainsi que des gargouilles dorées et divers autres motifs décoratifs. Et sur le côté principal, sous la statue, il y a l'inscription D. Pedro I, gratidão dos brasileiros. La base, haute de 3,30 mètres, est en granit Carioca ; le piédestal, haut de 6,40 mètres, est en bronze et la statue, également en bronze, mesure 6 mètres de haut.